# Анна Августа фон Валдек-Вилдунген
Анна Августа фон Валдек-Вилдунген (на немски: Anna Augusta von Waldeck-Wildungen; * 31 март 1608 в Ландау във Валдек; † 27 август 1658 във Витгенщайн) е графиня от Валдек-Вилдунген и чрез женитба графиня на Сайн-Витгенщайн-Хоенщайн и Фалендар (1627 – 1657).
Тя е дъщеря на граф Кристиан фон Валдек-Вилдунген (1585 – 1637) и съпругата му графиня Елизабет фон Насау-Зиген (1584 – 1661), дъщеря на граф Йохан VII фон Насау-Зиген (1561 – 1623) и графиня Магдалена фон Валдек-Вилдунген (1558 – 1599).
Тя умира на 27 август 1658 г. във Витгенщайн на 50 години.

## Фамилия
Анна Августа фон Валдек-Вилдунген се омъжва на 30 юни 1627 г. във Витгенщайн за граф Йохан VIII фон Сайн-Витгенщайн (* 14 октомври 1601; † 2 април 1657), вторият син на граф Лудвиг II фон Сайн-Витгенщайн (1571 – 1631) и графиня Елизабет Юлиана фон Золмс-Браунфелс (1578 – 1630). Йохан се бие като полковник дълги години през Тридесетгодишната война. Tе имат децата:
- Лудвиг Христиан (1629 – 1683), граф на Сайн-Витгенщайн-Хоенщайн, женен I. за Елизабет Маргарета фон Золмс-Браунфелс-Грайфенщайн (1637 – 1681); II. за Анна Елизабет Вийг
- Георг Вилхелм (1630 – 1657)
- Йохан Фридрих (1631 – 1656), умира при дуел в Кьонигсберг
- Густав (1633 – 1700), граф на Сайн-Витгенщайн-Хоенщайн, женен на 12 август 1657 г. за Анна де Ла Плац (1634 – 1705), родители на Август фон Сайн-Витгенщайн-Хоенщайн
- Елизабет Юлиана (1634 – 1689), омъжена на 10 октомври 1654 г. в замък Витгенщайн за граф Йобст Херман фон Липе-Бистерфелд (1625 – 1678)
- Анна София (1635)
- Хайнрих Ернст (1637)
- Августа Йохана (1638 – 1669), омъжена на 26 април 1659 г. за граф Антон I фон Алденбург (1633 – 1681), извънбрачен син на граф Антон Гюнтер фон Олденбург († 1667)
- Ото (1639 – 1683), убит
- Кристина Луиза (1640)
- Анна Мария Магдалена (1641 – 1701), омъжена 1670 г. за граф Вилхелм Фридрих фон Сайн-Витгенщайн-Хомбург (1640 – 1698), син на граф Ернст фон Сайн-Витгенщайн-Хомбург († 1649)
- Фридрих Вилхелм (1647 – 1685), граф на Сайн-Витгенщайн-Хоенщайн-Фалендар, женен 1671 г. за графиня Шарлота Луиза фон Лайнинген-Дагсбург-Харденбург (1653 – 1703), дъщеря на граф Фридрих Емих фон Лайнинген-Дагсбург-Харденбург († 1698)
- Конкордия (1648 – 1683), омъжена I. на 30 септември 1669 г. за граф Лудвиг Гюнтер II фон Шварцбург-Зондерсхаузен-Ебелебен (1621 – 1681), II. на 20 юни 1681 г. за граф Карл Лудвиг Албрехт фон Сайн-Витгенщайн-Ноймаген (1658 – 1724)
- Луиза Филипина (1652 – 1722)